# Велика Осниця
Вели́ка О́сниця — село в Україні, у Луцькому районі Волинської області. Входить до складу Колківської селищної громади. Населення становить 600 осіб.

## Географія
Селом протікає річка Кормин.

## Історія
У 1906 році село Колківської волості Луцького повіту Волинської губернії. Відстань від повітового міста 70 верст, від волості 22. Дворів 62, мешканців 659.
12 червня 2020 року, відповідно до розпорядження Кабінету Міністрів України № 708-р «Про визначення адміністративних центрів та затвердження територій територіальних громад Волинської області», село увійшло у склад Колківської селищної громади.
19 липня 2020 року, в результаті адміністративно-територіальної реформи та ліквідації  Маневицького району, село увійшло до складу новоутвореного Луцького району.

## Населення
Згідно з переписом УРСР 1989 року чисельність наявного населення села становила 697 осіб, з яких 342 чоловіки та 355 жінок.
За переписом населення України 2001 року в селі мешкало 600 осіб.

### Мова
Розподіл населення за рідною мовою за даними перепису 2001 року:
| Мова       | Відсоток |
| ---------- | -------- |
| українська | 99,85 %  |
| російська  | 0,15 %   |